# Zamorin
Zamorin (Samutiri Manavikraman Rajá), (Samoodiri; Malayalam: സാമൂതിരി, portoghese: Samorim, olandese: Samorijn)  di Calicut è il titolo reale ereditario usato dai governanti Hindu del medievale Regno di Calicut sulla costa del Malabar (oggi Kerala).

Gli Zamorin governarono per circa sei secoli, tra il XII e il XVIII secolo, con sede nella città di Calicut, una delle più importanti centri del commercio nell'India del Sud.
Il commerciante e navigatore portoghese Vasco da Gama approdò a Calicut nel 1498, aprendo la rotta marittima diretta dall'Europa all'India.

## Etimologia

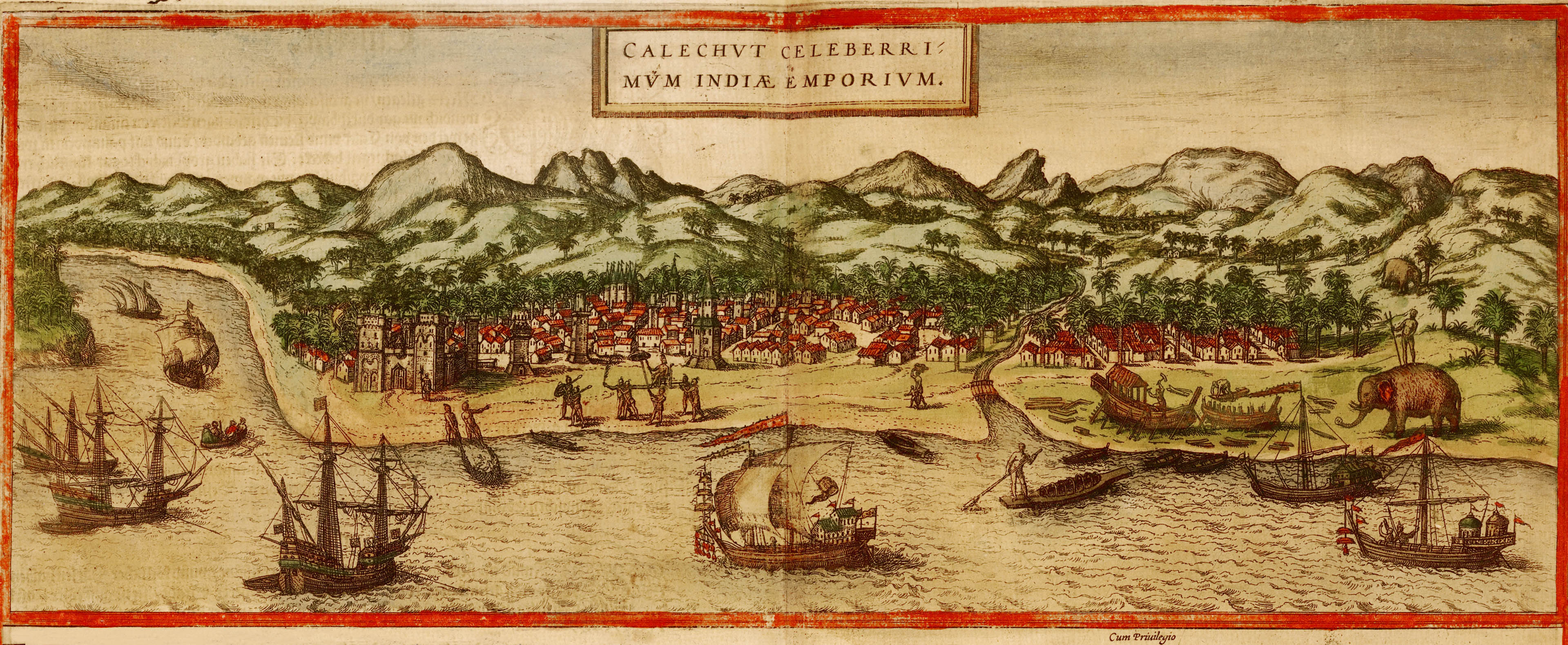
Dipinto di Calicut di Georg Braun tratto dall'atlante di Frans Hogenberg Civitates orbis terrarum, 1572

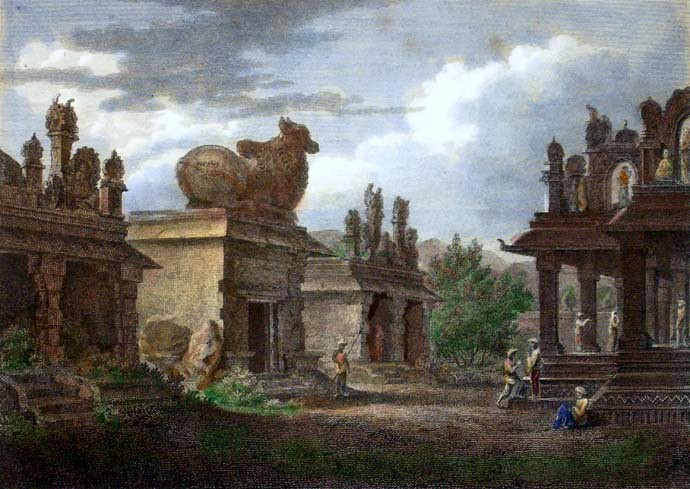
Templi a Calicut di Henry Salt (1809)

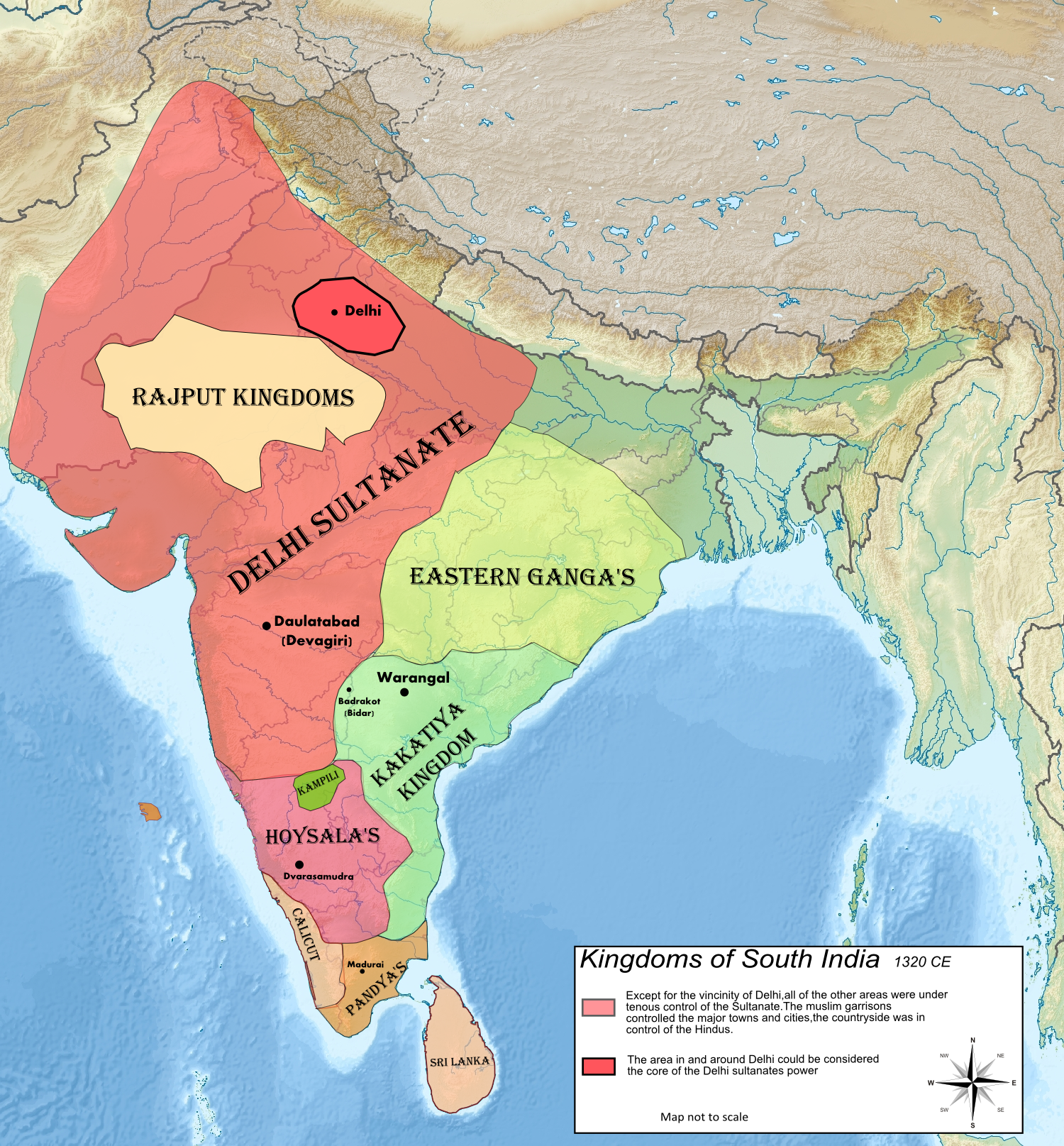
India nel 1320

Il titolo di zamorin appare per la prima volta negli scritti di Ibn Battuta nel 1342. Nel testo portoghese Livro em que dá relação do que viu e ouviu no Oriente di Duarte Barbosa (c. 1516), il titolo del governatore di Calicut è scritto come çamidre o zomodri, derivato dalla locale lingua Malayalam sāmūtiri. Nel Tuhfat Ul Mujahideen scritto da Zainuddin Makhdoom II nel XVI secolo, la parola è pronunciata come Sāmuri. Questo si pensa derivi a sua volta dal Sanscrito samudra ("mare") e abbia come significato "Signore del mare".  Difatti, il termine deriva dal sanscrito svami e sri (e la sua forma combinata diventa: tiri), che Krishna Iyer glossa come "imperatore". Dà come titolo completo: Svami Tiri Tirumulapad ("augusto imperatore").
Gli Zamorin usavano il titolo Punturakkon o Punthurakon (Forse Signore di Punthura) nelle iscrizioni a partire dal 1100, nei registri di palazzo conosciuti come Granthavaris, e nei trattati ufficiali con gli inglesi e gli olandesi. In nessun registro viene indicato il nome personale del governatore. Punthura potrebbe essere il luogo d'origine, o un campo di battaglia, o un porto popolare. Il titolo "Kunnalakkon" ("Signore delle colline e delle onde") e la sua forma sanscrita "Shailabdhishvara" si trovano invece per lo più in opere letterarie successive (come nel Manipravalam e nei poemi sanscriti).